# خلاص ريك
خلاص ريك (بالإنجليزية:خلاص ريك) هي الحلقة الأولى في الموسم الثالث من أمريكا الرسوم المتحركة التلفزيونية المسلسل الهزلي ريك ومورتي، والحلقة الثانية والعشرين عموما في هذه السلسلة. كتبه مايك مكماهان وأخرجه خوان ميزا ليون. تم بث العرض الأول للموسم الثالث لأول مرة دون سابق إنذار على أدلت سويم في الولايات المتحدة في 1 أبريل 2017 عندما شاهدته 676000 أسرة أمريكية. في اليوم الأول من بثه الأصلي، تمت إعادة تشغيل «خلاص ريك» كل نصف ساعة من الساعة 8 مساءً إلى 12 صباحاً بالتوقيت الشرقي مع تقييمات محسّنة، كجزء من نكتة الكبار السنوية في يوم كذبة أبريل.
تتابع الحلقة الأحداث التي أحاطت بسجن ريك سانشيز في سجن اتحاد المجرات ومحاولة الهروب عالية المخاطر، مع الكشف عن دوافعه الحقيقية وشخصيته. بعد بثه الأولي، تلقت حلقة «خلاص ريك» مراجعات إيجابية، والتي فضلت بشكل عام تطوير شخصية الحلقة والتحول المفاجئ للأحداث.

## الحبكة
أثناء سجن ريك سانشيز، استعمر اتحاد المجرات الأرض وحاولت عائلة سميث التغلب على غيابه. يستخرج الصيف بقايا ريك البديل في الفناء الخلفي لمنزلهم، بهدف استخدام مسدسه البابي وإنقاذه. ومع ذلك، يحاول مورتي الكشف عن عيوب ريك لسمر من خلال نقلها إلى بعده الأصلي — الآن عالم تحولت فيه الأرض إلى أرض قاحلة بفعل فيروس يحول جميع البشر إلى وحوش شنيعة نتيجة لإهمال ريك (يشار إليها باسم «عالم كروننبرج»). طوال الوقت، يحاول علماء Galactic Federation اكتشاف سر بندقية بوابة ريك عن طريق إرسال كائن فضائي كورنفيليوس دانيال إلى ذهنه لاستجوابه، باستخدام صور ذهنية من ماضيه.
تم القبض على مورتي وسمر من قبل عائلة سميث من Cronenberg World، ولكن تم إنقاذهم بواسطة SEAL Team Ricks، الذي أرسل الاثنين إلى مجلس ريكس. عند معرفة أن ريك تم القبض عليه، أعلن فريق Seal Team Ricks خطتهم لإرسال فريق لاغتياله. في السجن، يخدع ريك اتحاد المجرات للاعتقاد بأنه أفشى أسرار بندقية البوابة الخاصة به. مع خفض حذرهم، يخترق `` ريك '' تكنولوجيا الاتحاد لتبديل الجثث مع خاطفيه تم إطلاق النار على جسده الفعلي من قبل أحد أعضاء فريق SEAL Team Ricks، الذين وصلوا إلى منطقة احتجازه غير مدركين أنه لا يزال على قيد الحياة.
ينقل ريك وعيه إلى إحدى مجموعات SEAL Team Ricks ويقتل الآخرين. تسلل إلى قلعة ريكس، وتمكن من نقل المحطة إلى نفس المساحة مثل سجن الاتحاد. هذا يدفع كلا الجانبين إلى معركة ضخمة. ثم يستخدم ريك الفوضى التي تلت ذلك لإنقاذ مورتي وسمر وقتل مجلس ريكس. في حالة الارتباك، يدخل ريك إلى الاتحاد المركزي -- كشف أنه سبب تسليم نفسه. إنه يستخدم هذا الوصول لجعل عملة المجرة عديمة القيمة، وبالتالي تدمير اقتصاد الاتحاد. يقع اتحاد المجرات في حالة من الفوضى وينهار نتيجة لذلك، مع مغادرة الكائنات الفضائية الأرض.
بشرت سمر وبيت بطلاً، عاد ريك إلى منزل سميث حيث أصدر جيري إنذاراً بيث: اختره أو اختر ريك. يبتعد ريك وسمر ومورتي إلى المرآب بدلاً من المشاركة في الجدل الوشيك. بعد فترة وجيزة، أعلنت بيث أنها ستترك جيري. نظراً لتأسيس الوضع الراهن الجديد وترك ريك بمفرده مع مورتي، فإنه يكشف لمورتي أن دافعه الخفي هو جعل كل من اتحاد المجرات وجيري «يرحلان»، معاقبة جيري على خيانته من خلال التهديد بتسليمه إلى الحكومة في خاتمة الموسم الثاني وضمان دوره باعتباره تأثير الرجل الفعلي لمورتي. ينتقل هذا إلى ريك وهو يخوض مونولوجاً، تكريماً لصراخه في ختام الحلقة التجريبية، حول كيف ستكون مغامراتهم أكثر قتامة من ذي قبل. يعترف ريك أيضًا بشغفه بصلصة سيشوان التي كانت متاحة مرة واحدة في ماكدونالدز كعنصر ترويجي لفيلم مولان 1998، مما أثار ارتباك مورتي.
في مشهد ما بعد إنتهاء الحلقة، لاحظت تامي قيامة بيردبيرسن آلي يُدعى «فينكسبيرسن».
كتب «خلاص ريك» عضو فريق العمل مايك ماكماهان. تم استلهام عناصر الحلقة بشكل فضفاض من فيلم الخلاص من شاوشانك وتتميز بمسلسل الفكاهة المظلمة، والعدمية، وخط الحبكة القائم على الأكوان المتعددة. في مقطع لموقع Den of Geek على الويب، قال مبتكر المسلسل دان هارمون «خلاص ريك» من شأنه أن يحل النزاعات التي نشأت من الموسم الثاني. وفقاً لـ Harmon: «لا أعتقد أن أي شخص يريد أن يقوم بموسم ثالث يقضي ببساطة مجموعة كاملة من الحلقات للتعامل مع موقف أنشأناه في نهاية الموسم الثاني، لذلك أعتقد أن هذه طريقة غير مفسدة قول الأشياء يجب أن يكون على ما يرام بسرعة كبيرة». تمثل الحلقة عودة ظهور العديد من التطورات الرئيسية السابقة في الحبكة، بما في ذلك عالم كروننبرغ، وقلعة ريكس، وبيردبيرسون.
كان من المتوقع أن يصل العرض الأول للموسم الثالث لفيلم Rick and Morty في عام 2016. ومع ذلك، اعترف هارمون في محادثة مع Indiewire أن إنشاء حلقات جديدة أصبح أكثر صعوبة بسبب الخلافات الفنية مع المؤلف المشارك جاستن رويلاند. بدأت الكتابة لـ «خلاص ريك» في 2 نوفمبر 2015 ؛ بعد بضعة أشهر في فبراير 2016، بدأ مدير الحلقة Juan Meza-Leon العمل في التسجيل الصوتي للمشروع. في فبراير 2017، للاحتفال ببداية مرحلة الرسوم المتحركة للحلقة، أصدرت أدلت سويم الأسترالية مقطعاً دعائياً تم الكشف عنه لاحقاً على أنه "RickRoll": مجموعة من المقاطع المأخوذة من الموسمين الأول والثاني والتي لم تقدم أي رؤية جديدة للموسم القادم. العرض الأول.

## الإفراج والاستقبال
تم عرض فيلم «خلاص ريك» لأول مرة في 1 أبريل 2017، دون أي إعلان مسبق في الساعة 8 مساءً بالتوقيت الشرقي على Adult Swim. كجزء من نكتة كذبة أبريل السنوية للبالغين، تم بث العرض الأول لمدة أربع ساعات متتالية، مما أدى إلى مقاطعة الحلقات الجديدة المجدولة لشبكة التلفزيون من ساموراي جاك ودراغون بول سوبر. تمت مشاهدته من قبل 676000 أسرة أمريكية وكان تصنيفها 0.2 في 18-49 الديموغرافية. بحلول الساعة 11 مساءً، مع انتشار تفاصيل الظهور الأول غير المتوقع للحلقة، حقق «خلاص ريك» أفضل عرض له مع 949000 مشاهد وتقييم 0.4.
تم الإشادة بنجاح «خلاص ريك» باعتباره واحدًا من أفضل حلقات المسلسل، حيث قال جيسي شيددين من آي جي إن إنه «يحافظ على مستوى الجودة عالياً». استشهد النقاد بالنغمات المظلمة للحلقة ونظرة ثاقبة فريدة في نفسية ريك.
كتب جيسي شيددين من آي جي إن في مراجعته «تمكن جاستن رويلاند ودان هارمون من صياغة صراع كان مضحكًا ومؤثراً بشكل قاتم ومختلف تمامًا عن أي شيء يتوقعه المعجبون». كما أشاد بقدرة الحلقة على تحدي التوقعات مع تقديم «صورة قاتمة لعالم مجنون يكره أي شخص آخر بقدر ما يكره نفسه». أطلق Zach Blumenfeld of مجلة بيست على «خلاص ريك» «قمة جميع برامج الرسوم المتحركة التلفزيونية»، وهي الحلقة التي شهدت تطوراً أعمق في الشخصية وروح الدعابة التي تنافس حلقة«مقابلة أصدقاء جدد» و «"ميسيكس" والتدمير». لاحظ الكاتب جو مطر، كاتب دن أوف جيك، «التطورات السابقة في حبكة ريك ومورتي، التي تذكرنا بالتزام العرض بالكون المتعدد المستمر» في العرض الأول الذي اعتبره أفضل المسلسل.

## روابط خارجية
- «خلاص ريك» على قاعدة بيانات الأفلام على الإنترنت